# 駐日イラン大使館
駐日イラン・イスラム共和国大使館（ペルシア語: سفارت جمهوری اسلامی ایران در ژاپن、英語: Embassy of the Islamic Republic of Iran in Japan）あるいは駐日イラン大使館（ペルシア語: سفارت ایران در ژاپن、英語: Embassy of Iran in Japan）は、イランが日本の首都東京に設置している大使館である。在東京イラン・イスラム共和国大使館（ペルシア語: سفارت جمهوری اسلامی ایران در توکیو、英語: Embassy of the Islamic Republic of Iran in Tokyo）とも。

## 関係史

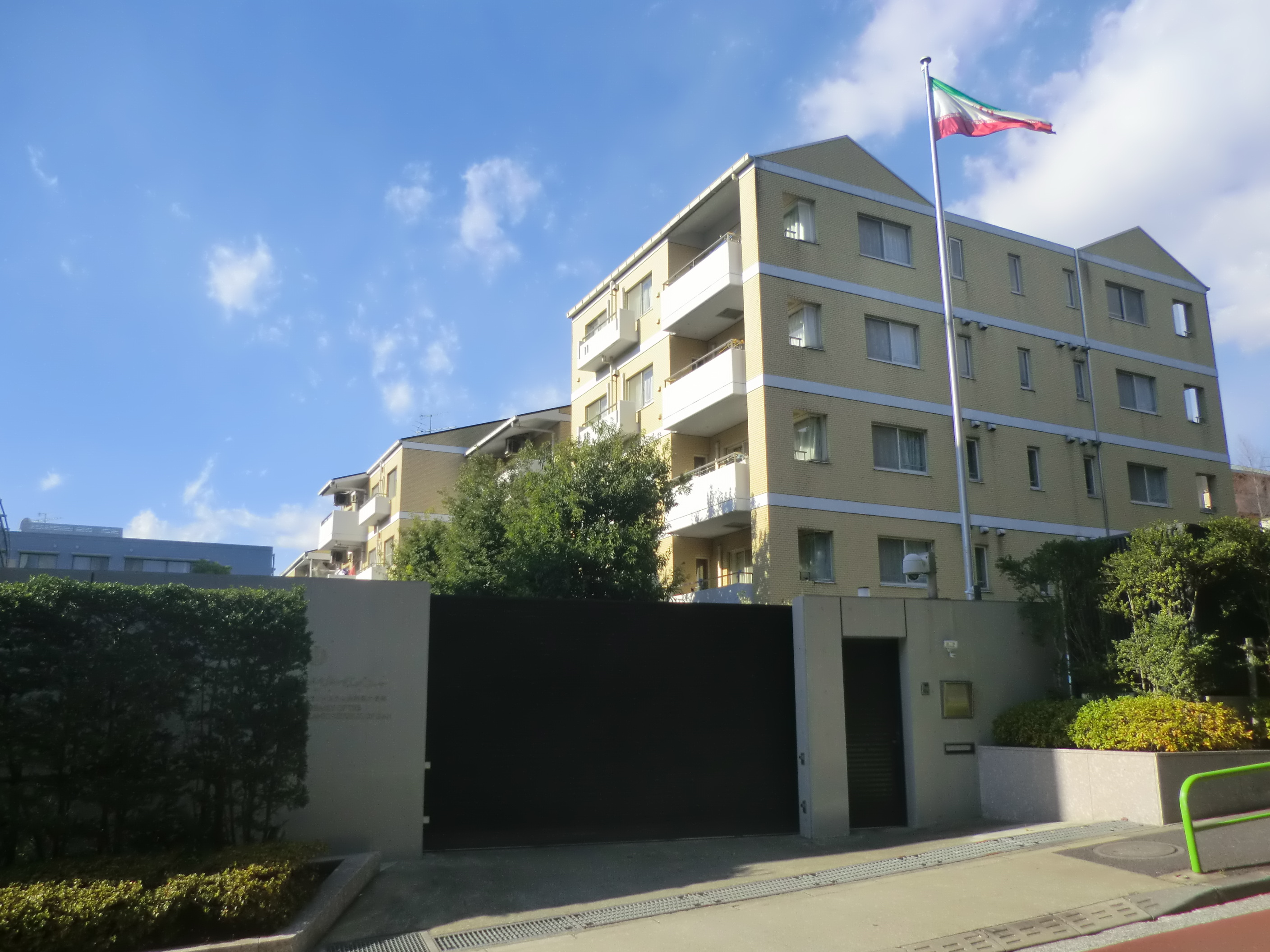
駐日イラン大使館（2007年）

1930年7月、駐日イラン公使館が開設される。第二次世界大戦により日本・イラン間の国交および公使交換が停止されたが、いずれも戦後に再開され、1955年2月、公使館が駐日イラン大使館に昇格。1979年2月、革命によりイランの王制が崩壊したが、日本との国交は継承され駐日大使館も閉鎖されることなく現在に至っている。

## 所在地
| 日本語   | 〒106-0047 東京都港区南麻布3-13-9                                                           |
| 英語     | 3-13-9, Minami-Azabu Minato-Ku, Tokyo 106-0047                                              |
| アクセス | 東京メトロ南北線/都営地下鉄三田線白金高輪駅4番出口、もしくは東京メトロ日比谷線広尾駅2番出口 |

## 大使
2023年7月12日より、ペイマン・セアダットが特命全権大使を務めている。
歴代大使からは閣僚や中央銀行総裁、外務次官などを輩出している。具体例を挙げると、外務大臣がホセイン・ゴドゥス・ナハイー（駐日大使在任期間、以下同: 1956～1958年）、ゴラームアッバース・アーラーム（1958～1959年）、マヌーチェフル・モッタキー（1995～1999年）の3名、中央銀行総裁がモハンマドホセイン・アーデリー（1987～1989年）、副首相がアブドルラヒーム・ゴヴァーヒー（1982～1987年）、外務次官がアッバース・アラーグチー（2007年～2011年）。

## ギャラリー

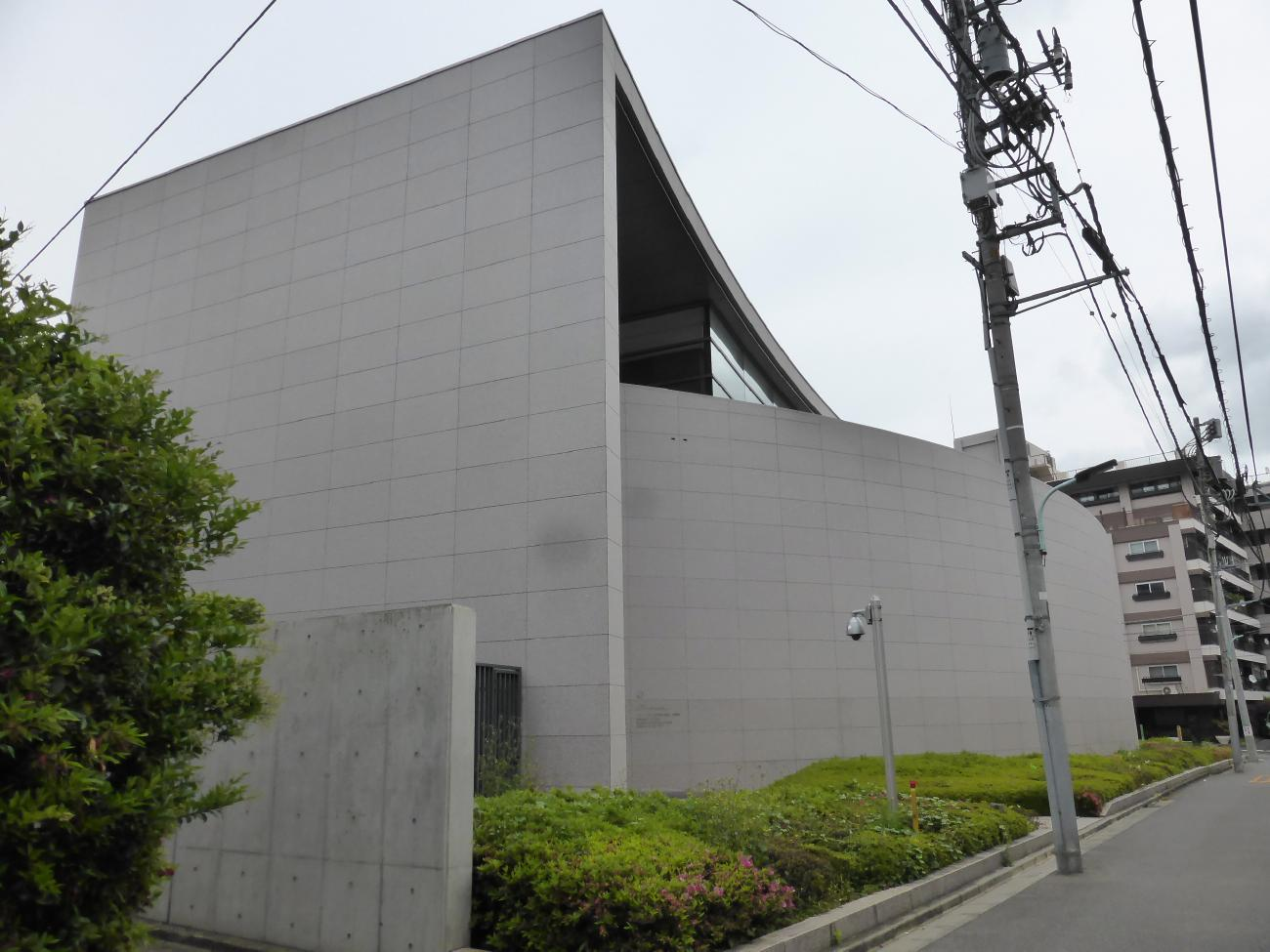
イラン大使館側面
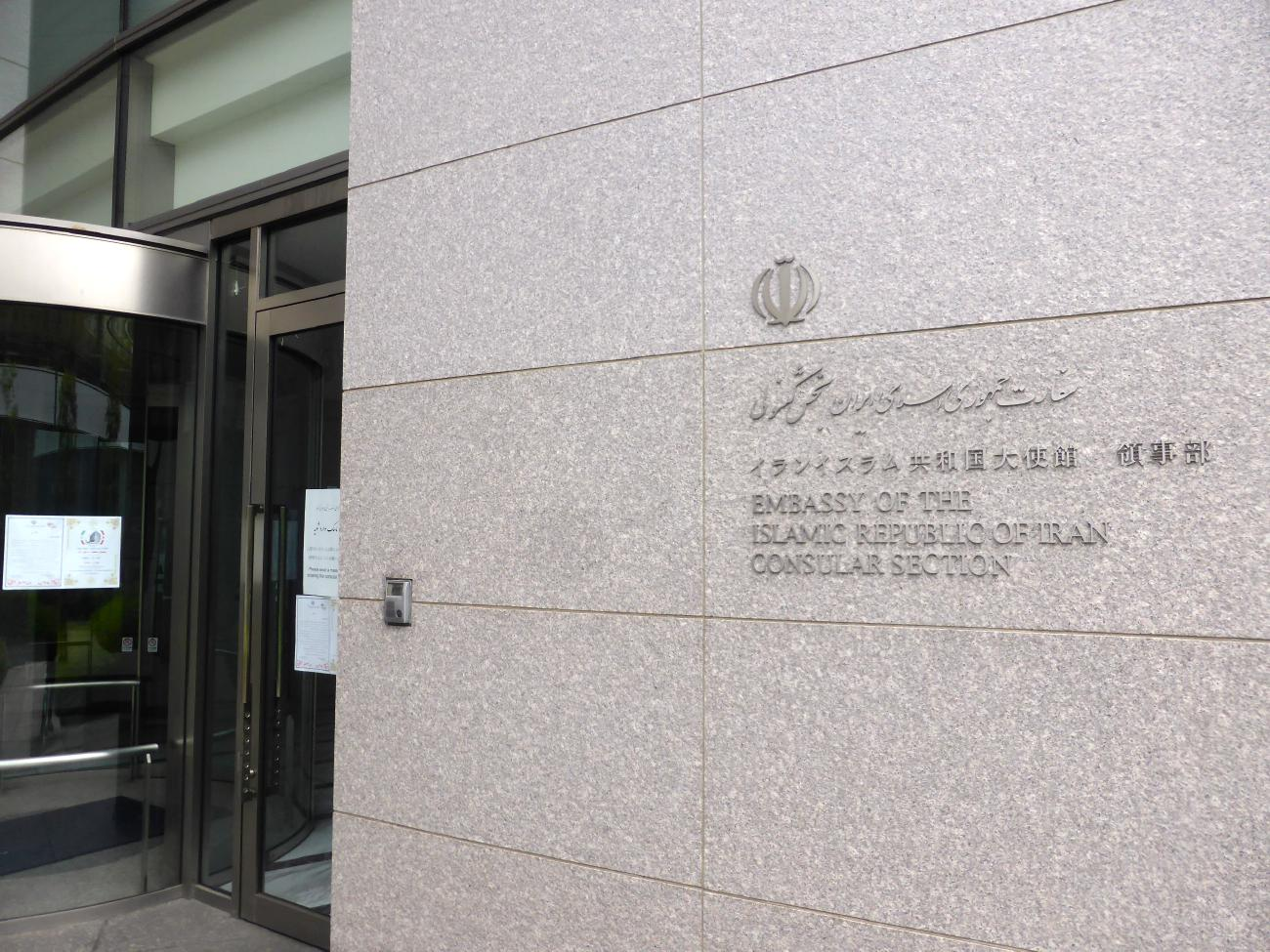
イラン大使館表札
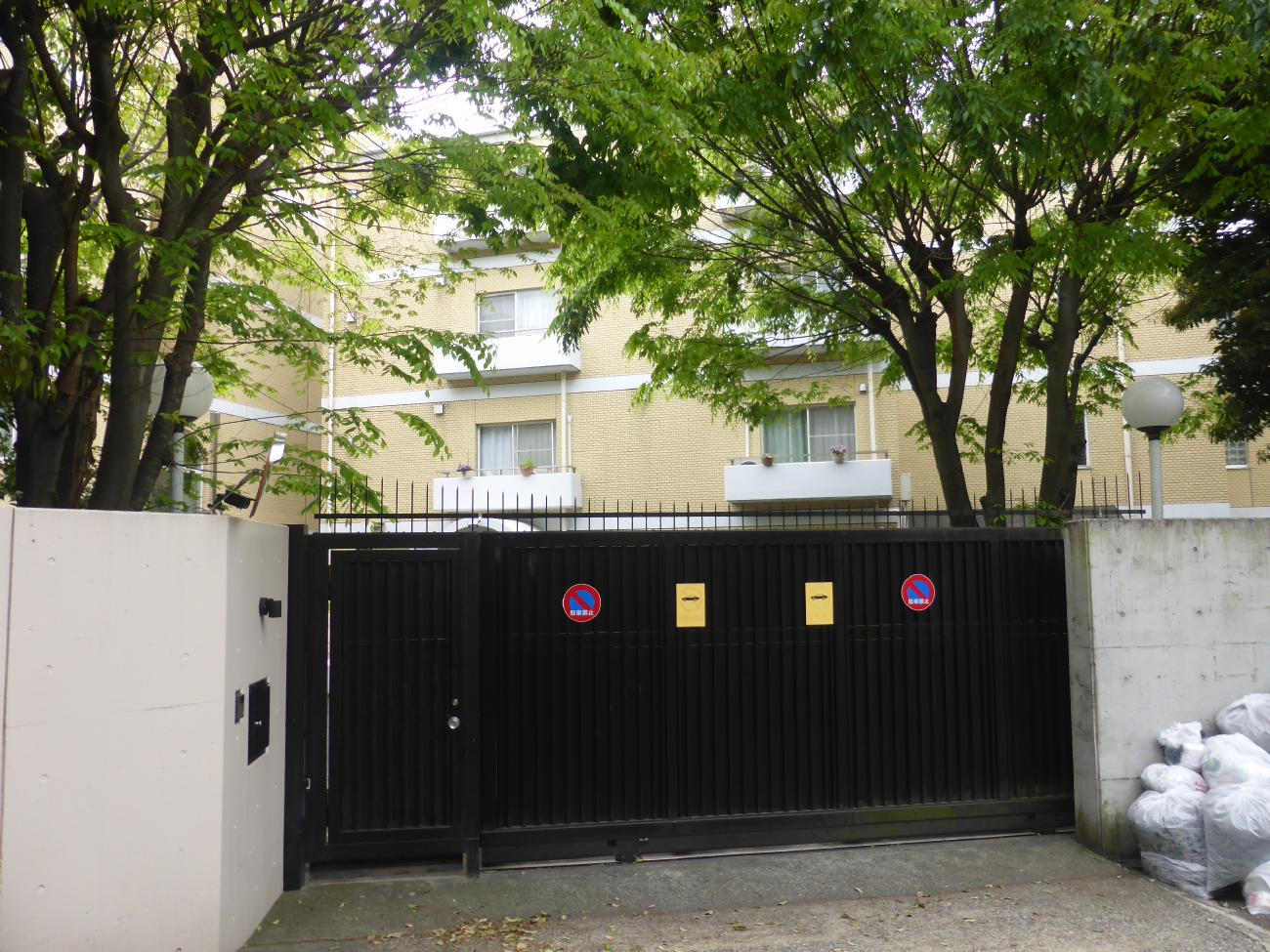
イラン大使館の裏門と職員住宅
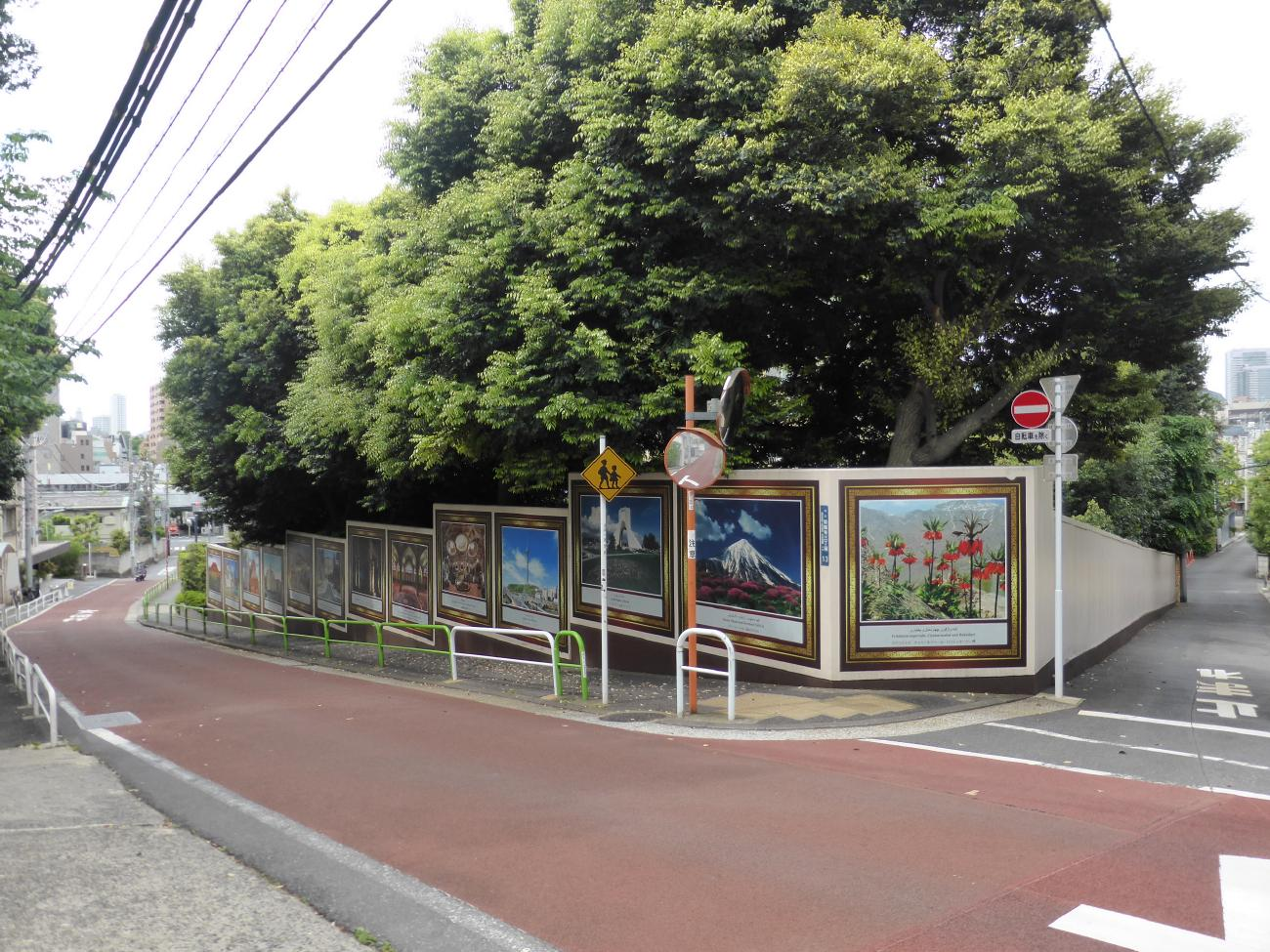
イラン大使館の広告壁
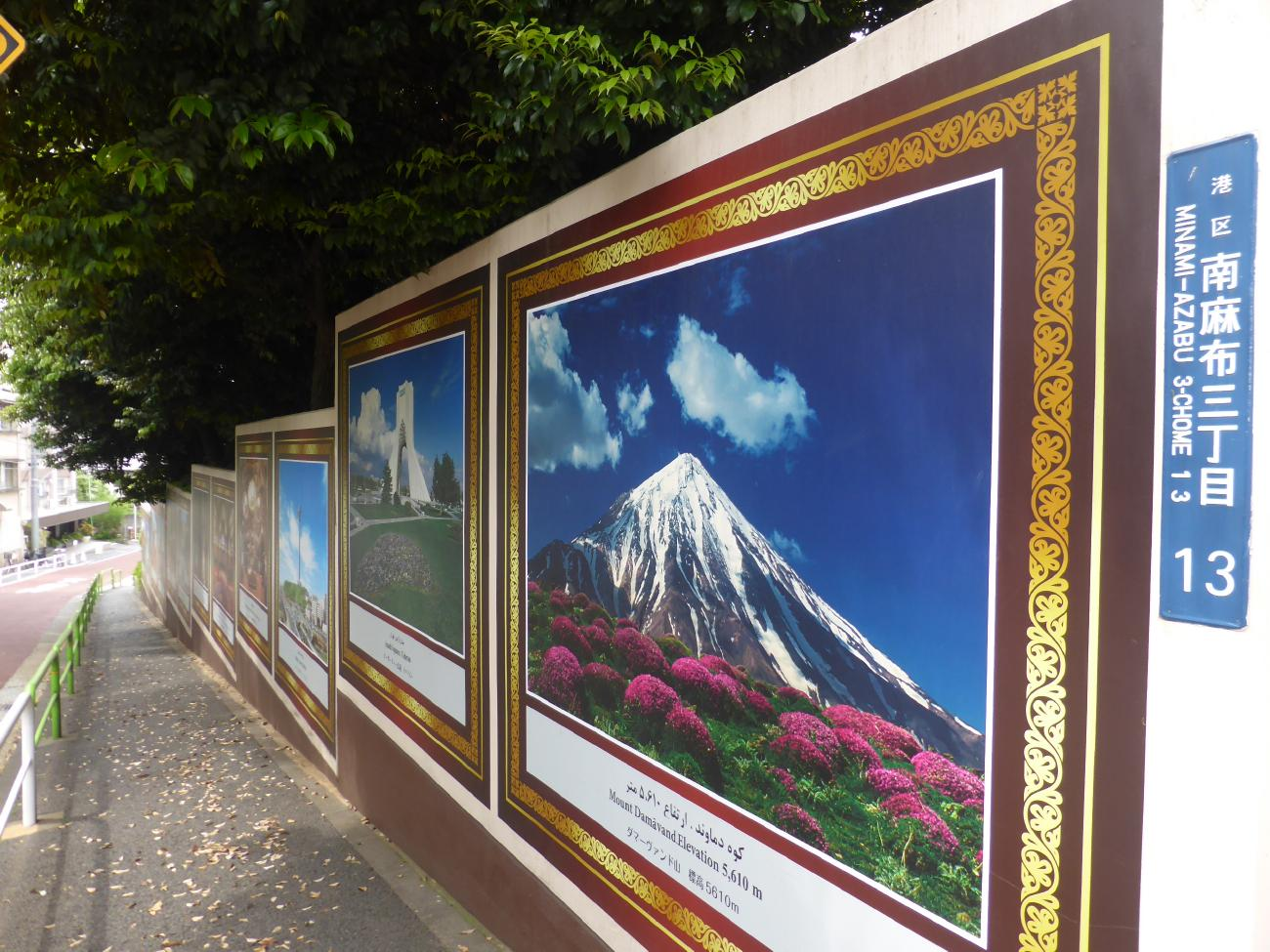
イラン大使館を写真で囲っている